# Abebe Bikila

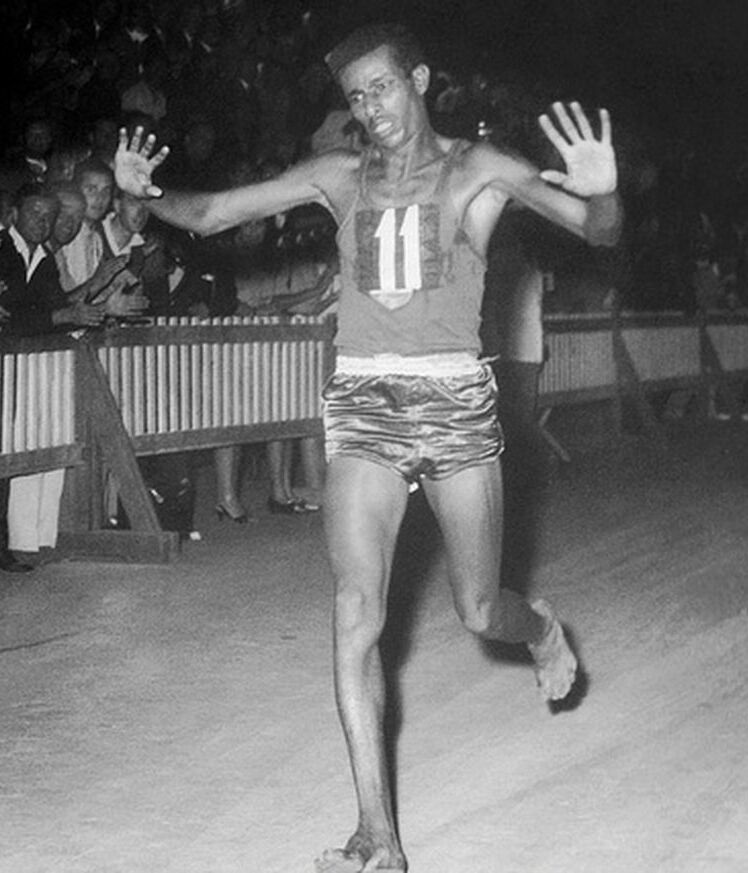
La JO din 1960

Abebe Bikila  (n. 7 august 1932, Shewa, Imperiul Etiopian – d. 25 octombrie 1973, Addis Abeba, Imperiul Etiopian) a fost un atlet etiopian, campion olimpic la maraton (Roma 1960 și Tokio 1964). A fost primul campion olimpic dintr-o țară africană.

## Biografie
Abebe Bikila s-a născut în Jato, o localitate din Etiopia situată la cca. 130 km de Addis Abeba. El a terminat în anul 1944 școala tradițională în limba etiopiană veche. Bikila, la vârsta de 20 de ani, a făcut parte din garda de corp a împăratului. S-a căsătorit la 22 de ani cu Yewibdar Giorghis, cu care a avut patru copii. Talentul său sportiv va fost descoperit în perioada serviciului militar. În anul 1956 Bikila a luat parte la Jocurile Olimpice din Melbourne (1956).
- 1956: învinge la campionatul militar etiopian pe campionul Wami Biratu care deținea recordul la 5.000 și 10.000 m[7]
- 1960: la Jocurile Olimpice de vară din 1960 de la Roma, câștigă desculț medalia de aur la maraton, cu un nou record mondial de 2:15:16 h, fiind primul african care câștigă la Jocurile Olimpice o medalie de aur[7]
- 1964: la Jocurile Olimpice de vară din 1964 de la Tokio, câștigă din nou la maraton, cu un nou record mondial (2:12:11 h), de data aceasta încălțat, ca să pună capăt îndoielilor din anul 1960.[7]

În 1969 Bikila, a suferit un accident grav de circulație, după care a rămas paralizat. După un tratament în țară și străinătate a luat parte la un concurs de sanie organizat în Norvegia unde ca âștigat medalia de aur pe distanța de 10 și 25 de km. În anul 1973, a murit din cauza unei hemoragii cerebrale. La înmormântarea lui a luat parte 65.000 de persoane. Împăratul Etiopiei Haile Selassie, a declarat data decesului său, ca zi de doliu național. Stadionul din capitala Etiopiei poartă numele lui.

## Legături externe
Materiale media legate de Abebe Bikila la Wikimedia Commons
- en Abebe Bikila la World Athletics
- en Abebe Bikila la Olympedia.org
- de Abebe Bikila în Catalogul Bibliotecii Naționale a Germaniei (Informații despre Abebe Bikila • PICA • Căutare pe site-ul Apper)